# Valencia Firebats 2019
Questa voce raccoglie le informazioni riguardanti i Valencia Firebats nelle competizioni ufficiali della stagione 2019.

## Maschile

### LNFA Serie A 2019

#### Stagione regolare
| Valencia 20 gennaio 2019, ore 12:00 | Valencia Firebats | 12 – 46 referto | Badalona Dracs | Estadio Municipal Jardín del Turia |

| Valencia 3 febbraio 2019, ore 12:00 | Valencia Firebats | 14 – 13 referto | Mallorca Voltors | Estadio Municipal Jardín del Turia |

| Saragozza 10 febbraio 2019, ore 12:30 | Zaragoza Hurricanes | 0 – 27 referto | Valencia Firebats | Campo de Rugby David Cañada |

| Valencia 24 febbraio 2019, ore 12:00 | Valencia Firebats | 0 – 18 referto | Camioneros de Coslada | Estadio Municipal Jardín del Turia |

| Badalona 3 marzo 2019, ore 12:15 | Badalona Dracs | 58 – 8 referto | Valencia Firebats | Campo de Fútbol Pomar |

| Sa Vileta-Son Rapinya 17 marzo 2019, ore 12:00 | Mallorca Voltors | 6 – 33 referto | Valencia Firebats | Polideportivo Municipal de Son Moix |

| Valencia 24 marzo 2019, ore 17:00 | Valencia Firebats | 27 – 7 referto | Zaragoza Hurricanes | Estadio Municipal Jardín del Turia |

| Murcia 6 aprile 2019, ore 17:00 | Murcia Cobras | 35 – 6 referto | Valencia Firebats | Estadio José Barnés |

### Playoff
| 28 aprile 2019 | Las Rozas Black Demons | 63 – 40 | Valencia Firebats |  |

### Statistiche di squadra
| Competizione      | %Vittorie | In casa | In casa | In casa | In casa | In casa | In casa | In trasferta | In trasferta | In trasferta | In trasferta | In trasferta | In trasferta | Totale | Totale | Totale | Totale | Totale | Totale |
| Competizione      | %Vittorie | G       | V       | N       | P       | Pf      | Ps      | G            | V            | N            | P            | Pf           | Ps           | G      | V      | N      | P      | Pf     | Ps     |
| ----------------- | --------- | ------- | ------- | ------- | ------- | ------- | ------- | ------------ | ------------ | ------------ | ------------ | ------------ | ------------ | ------ | ------ | ------ | ------ | ------ | ------ |
| Stagione regolare | .500      | 4       | 2       | 0       | 2       | 53      | 84      | 4            | 2            | 0            | 2            | 74           | 99           | 8      | 4      | 0      | 4      | 127    | 183    |
| Playoff           | .000      | 0       | 0       | 0       | 0       | 0       | 0       | 1            | 0            | 0            | 1            | 40           | 63           | 1      | 0      | 0      | 1      | 40     | 63     |
| Totale            | .444      | 4       | 2       | 0       | 2       | 53      | 84      | 5            | 2            | 0            | 3            | 114          | 162          | 9      | 4      | 0      | 5      | 167    | 246    |

## Femminile

### LNFA Femenina 9×9 2019

#### Stagione regolare
| Valencia 12 gennaio 2019, ore 17:30 | Valencia Firebats | 16 – 6 referto | Barcelona Búfals | Estadio Municipal Jardín del Turia |

| Valencia 26 gennaio 2019, ore 11:30 | Valencia Firebats | 70 – 0 referto | Badalona Dracs | Estadio Municipal Jardín del Turia |

| Valencia 9 febbraio 2019, ore 17:30 | Valencia Firebats | 8 – 30 referto | Barberá Rookies | Estadio Municipal Jardín del Turia |

| L'Hospitalet de Llobregat 23 febbraio 2019, ore 15:00 | L'Hospitalet Pioners | 12 – 16 referto | Valencia Firebats | Complex Esportiu L'Hospitalet Nord |

| Barcellona 24 marzo 2019, ore 11:30 | Barcelona Búfals | 6 – 12 referto | Valencia Firebats | Camp de Futbol de la Barceloneta |

| Badalona 30 marzo 2019, ore 12:15 | Badalona Dracs | 6 – 62 referto | Valencia Firebats | Campo de Fútbol Pomar |

| Barberà del Vallès 13 aprile 2019, ore 16:00 | Barberá Rookies | 28 – 14 referto | Valencia Firebats | Instal·lacions de Can Llobet |

| Valencia 27 aprile 2019, ore 16:30 | Valencia Firebats | 34 – 14 referto | L'Hospitalet Pioners | Estadio Municipal Jardín del Turia |

### Playoff
| Murcia 25 maggio 2019 | Barberá Rookies | 6 – 12 | Valencia Firebats |  |

### Statistiche di squadra
| Competizione      | %Vittorie | In casa | In casa | In casa | In casa | In casa | In casa | In trasferta | In trasferta | In trasferta | In trasferta | In trasferta | In trasferta | Totale | Totale | Totale | Totale | Totale | Totale |
| Competizione      | %Vittorie | G       | V       | N       | P       | Pf      | Ps      | G            | V            | N            | P            | Pf           | Ps           | G      | V      | N      | P      | Pf     | Ps     |
| ----------------- | --------- | ------- | ------- | ------- | ------- | ------- | ------- | ------------ | ------------ | ------------ | ------------ | ------------ | ------------ | ------ | ------ | ------ | ------ | ------ | ------ |
| Stagione regolare | .750      | 4       | 3       | 0       | 1       | 128     | 50      | 4            | 3            | 0            | 1            | 104          | 52           | 8      | 6      | 0      | 2      | 232    | 102    |
| Playoff           | 1.000     | 0       | 0       | 0       | 0       | 0       | 0       | 1            | 1            | 0            | 0            | 12           | 6            | 1      | 1      | 0      | 0      | 12     | 6      |
| Totale            | .778      | 4       | 3       | 0       | 1       | 128     | 50      | 5            | 4            | 0            | 1            | 116          | 58           | 9      | 7      | 0      | 2      | 244    | 108    |